# Lits kyrka

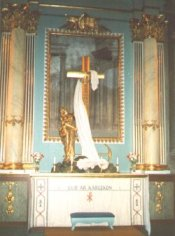
Altaruppsatsen

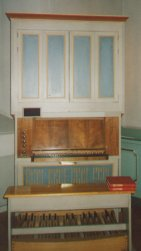
Kororgeln

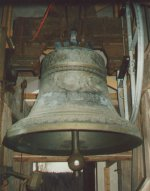
Storklockan

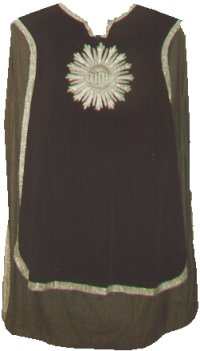
Svarta mässhaken

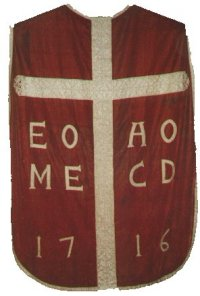
Röda mässhaken

Lits kyrka är en kyrkobyggnad i småorten Klösta, cirka två kilometer väster om tätorten Lits centrum. vid Indalsälven nordost om Östersund. Den är församlingskyrka i Häggenås-Lit-Kyrkås församling.

## Historia
Kyrkan stod klar 1797 och byggdes av ångermanlänningen Simon Geting efter Per Hagmanssons ritningar. Förmodligen ägde invigningen rum först några år efteråt, alltså alldeles i början av 1800-talet.
På en platta över den västliga ingången står att läsa:
Då konung Gustaf Adolf regerade, Välborne Herr E. G. Lindecrona var länets höfding, Teol. Doktorn och Kommendören E. Hesselgren Stiftets biskop, Herr Hans Lindholm församlingens pastor, Herr N. Häggmark komminister och Måns Andersson i Korsta kyrkvärd, är denna kyrka till Guds ära och församlingens bekvämlighet och heder uppbyggd av Byggmästaren Herr Simon Geting år 1797.
Vad gäller kyrkogården så vet man däremot exakt när den invigdes, nämligen på allhelgonadagen den 5 november 1797. Den togs i bruk året därefter. Innan dess låg kyrkogården strax söder om gamla kyrkan, dvs ungefär där prästgården ligger idag.
Undan för undan har kyrkan renoverats. Två stora ombyggnader gjordes 1947 och 1971. Vid renoveringen 1971 lades bland annat ett nytt golv. Dessutom restaurerades färgsättningen, så att kyrkan idag ser ut ungefär likadan som när den stod färdig i början av 1800-talet. 1988 gjordes arbeten på tak och fasad. 1999 renoverades torntaket samt tornuren och i början av år 2000 stod en bergvärmeanläggning färdig.

## Interiör
Altaruppsatsen inne i kyrkan är gjord av Jonas Edler från Sundsjö. Han har också gjort predikstolen, läktarskranket och dopängeln. 
Bakom altaruppsatsen finns en, för tiden typisk, skenarkitektur målad. Det är kolonner som omges av blå draperier, prydda med tofsar i guld. Kolonnerna bär upp ett på samma sätt imiterat valv. Konstnären heter Jonas Wagenius. Hela skenarkitekturen är i samma stil som altaruppsatsen, vilket kanske förutsätter ett intimt samarbete mellan Edler och Wagenius.

## Orglar
År 1854 byggdes församlingens första orgel av Johan Gustaf Ek, och i samma veva blev man förstås tvungen att anställa en organist. Det blev Nils Petter Åsell från Åskott. Orgeln byggdes sedan om i flera omgångar men fanns vara otillräcklig varför man uppdrog åt Hammarbergs orgelbyggeri i Göteborg att bygga en helt ny orgel år 1962. Dessutom har kyrkan en liten femstämmig kororgel som är byggd i Härnösand av Johannes Menzel, .

## Klockor
Storklockan är från 1903, och på den står 
Omgjuten år 1903 af Joh. A. Beckman, Stockholm. / Prisen, I folk, vår Gud och låten hans lof ljuda högt: Dav. Ps. 66:8.
Lillklockan, som tidigare tjänstgjorde som storklocka, har inskriptionen
Till Gud ära och Liths församlings tjänst gjuten år 1788 af Carl Jac. Linderberg i Sundsvall.

## Kyrklig skrud
Kyrkan har bland annat flera vackra mässhakar. En av de äldre är svart och testamenterades till kyrkan 1785 av prosten Nicolaus Feltström, vars initialer står på haken. I mitten av solen finns ordet Jahve, Gud, skrivet på hebreiska. 
Ytterligare en äldre mässhaken från 1716. Initialerna EO står för Elias Oldberg, AO för Anders Oldberg, ME för Maria Embdeman och CD för Christina Drake. Anders Oldberg var kyrkoherde i församlingen och gift med Christina. Han skänkte mässhaken till kyrkan som ett minne av dem själva samt Anders föräldrar - Elias (som även han var kyrkoherde) och Maria.